# Zeeprik
De zeeprik (Petromyzon marinus) is een parasitaire prik die voorkomt in de Atlantische Oceaan.

## Uiterlijk en herkenning
De zeeprik is eigenlijk geen vis, maar een zogenaamde kaakloze vis of 'rondbek'. Dit zijn waterdieren met een buisvormige, kaakloze zuigmond waarmee zij in de huid van vissen (maar ook van zoogdieren als zeehonden en walvissen) boren om zich te voeden met hun bloed. De rondbekken worden binnen het dierenrijk niet gerekend tot de vissen omdat de lichaamsbouw op vele fundamentele punten afwijkt. Zo heeft de zeeprik (net als de haai) een beenderstelsel dat bestaat uit kraakbeen in plaats van bot. Evolutionair gezien staan rondbekken dicht bij het overgangsgebied tussen gewervelde en ongewervelde dieren.
Qua uiterlijk lijkt de zeeprik op de paling. Een volwassen, geslachtsrijpe zeeprik heeft meestal een lengte tussen de 70 tot 90 cm. Het lengterecord is 120 centimeter. Hij heeft twee duidelijk gescheiden rugvinnen, grote ogen, een 'neusgat' boven op de kop en zeven kieuwen aan beide zijden van de kop.

## Levenscyclus
De zeeprik leeft in kustwateren en in zoet water en wordt in bijna alle gematigde zones aangetroffen behalve in Afrika.
De zeeprik begint het leven als een gravende, in zoet water levende, larve (ammocoetes). In deze levensfase is hij tandeloos, heeft rudimentaire ogen en voedt zich met micro-organismen.
Na enkele jaren transformeert hij naar de volwassen vorm en verhuist naar zee waar hij een parasitaire levensstijl aanneemt. Met de bek klampt hij zich vast aan een vis (of andere waterdieren) en voedt zich met bloed en ander weefsel.
Om zich voort te planten keert de zeeprik terug naar zoet water waar hij een nest maakt, eieren legt en sterft. Het mannetje maakt zijn vruchtbaarheid duidelijk door een spijsverteringssap.
Niet alle zeeprikken worden gevonden in zee. Sommigen raken door land ingesloten en blijven hun hele leven in zoet water, zoals in de Grote Merenregio in Noord-Amerika. De zeeprik heeft zich daar tot een grote plaag voor de visserij en de visstand ontwikkeld.

## Voorkomen in Nederland
In de eerste helft van de twintigste eeuw was de zeeprik algemeen in de grote rivieren. Het aantal verminderde sterk in de jaren zeventig van de vorige eeuw door de aanleg van de Haringvlietdam. Er trokken steeds minder zeeprikken stroomopwaarts, daarom werd in die periode de zeeprik in Duitsland beschouwd als uitgestorven. In Nederland waren er wel regelmatig waarnemingen, zowel in de grote rivieren als elders (bijvoorbeeld de Friese meren). Sinds 1987 is er een toename in het aantal waarnemingen/vangsten in de grote rivieren en sinds 1996 ook in het IJsselmeer. Alleen op de website waarneming.nl werden tussen 2010 en 2015 al 76 incidentele vondsten en waarnemingen gemeld.
In 2006 is vastgesteld dat de zeeprik in het Nederlandse deel van de rivier de Roer voorkomt en zich daar waarschijnlijk voortplant. Eerst werden er meerdere zeepriklarven aangetroffen en in 2009 zijn 5 paairijpe zeeprikken geregistreerd (en gemeten) in de vistrap bij de ECI-centrale in Roermond.
In mei 2020 werd een volwassen zeeprik aangetroffen in een drooggevallen deel van de Biesbosch.

## Voorkomen in België
De zeeprik werd verondersteld sedert 1940 in België te zijn uitgestorven. In 2010 werd hij terug aangetroffen in de Schelde, nabij Dendermonde. In juni 2012 werd een exemplaar gevangen in een visnevengeul van het stuwcomplex in het Oost-Vlaamse Asper. In mei 2015 werden 2 volwassen zeeprikken gevangen in de Demer in Diest en in mei 2017 nog één exemplaar in de visdoorgang in de Kleine Nete te Grobbendonk.

## Wettelijke status
De zeeprik staat in de Visserijwet en in de bijlage 2 van de Habitatrichtlijn. Daarom heeft de Nederlandse overheid de taak om speciale beschermingszones voor de zeeprik aan te wijzen.

## Zeeprik als invasieve soort
In het Amerikaanse merengebied geldt de zeeprik dan weer als een (uitheemse) invasieve soort. Door zijn negatieve impact op de visserij wordt de soort er actief bestreden.

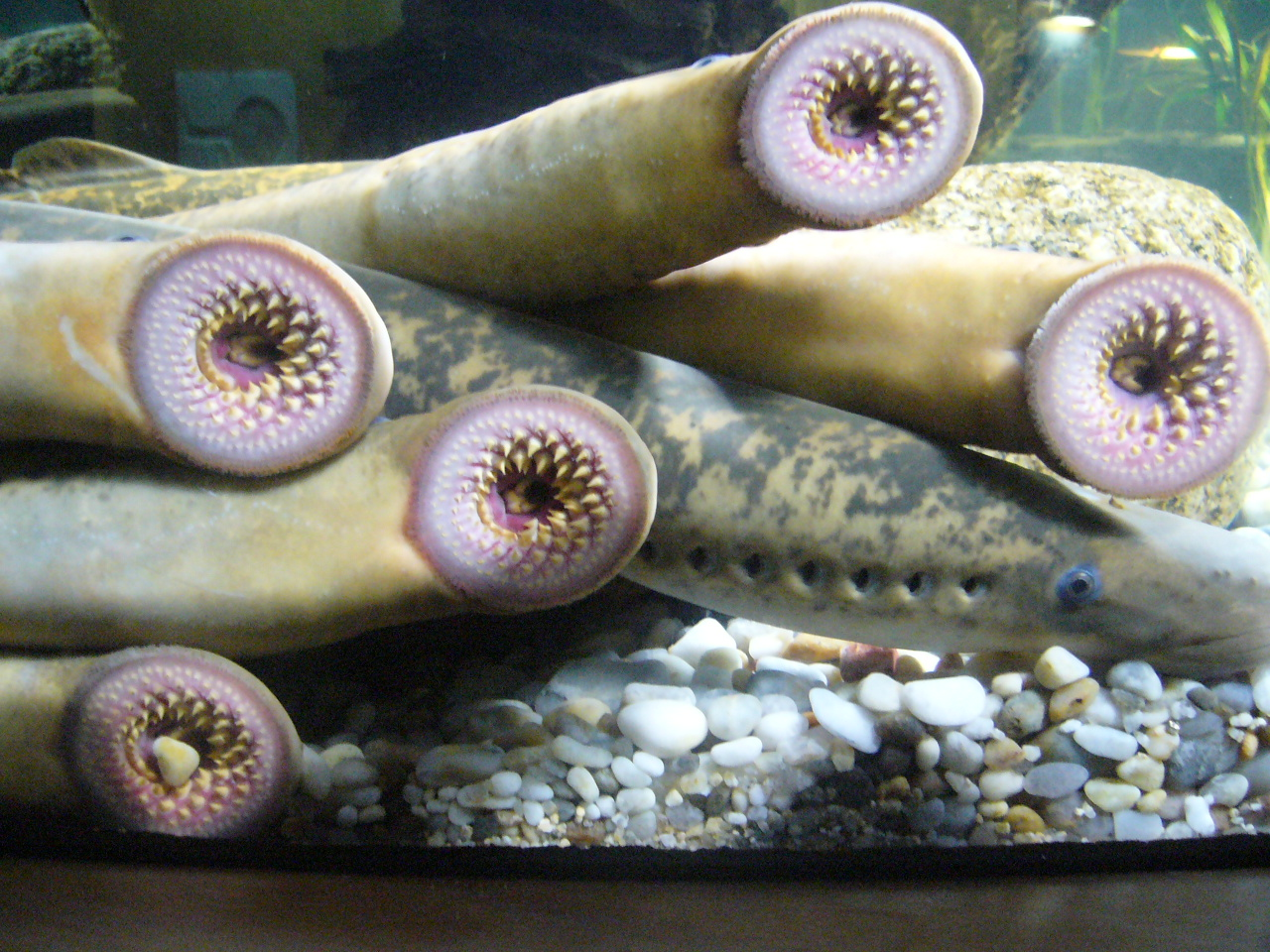
Zeeprikken in aquarium
De mond van een zeeprik
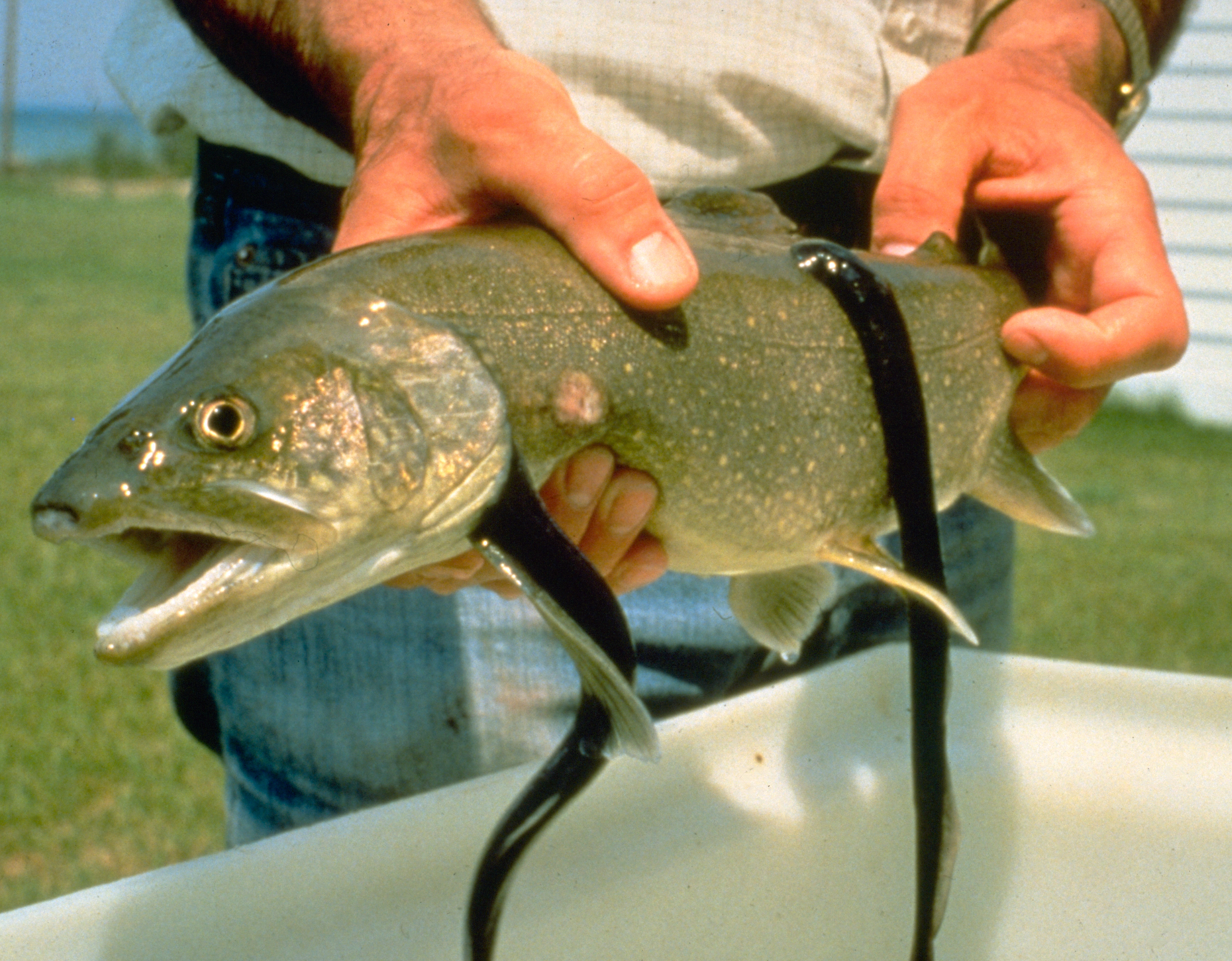
Een Amerikaanse meerforel met twee bloedzuigende zeeprikken